# Paul I van Rusland

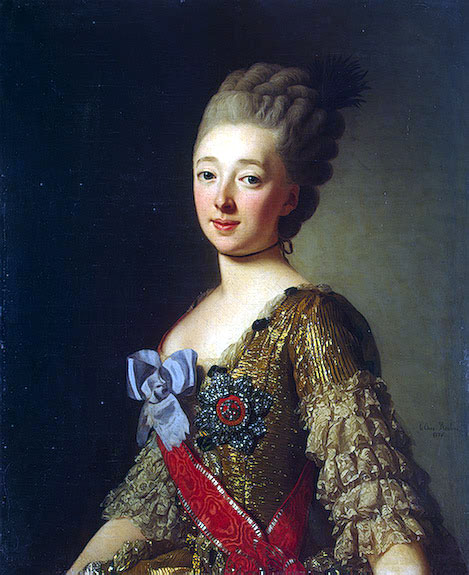
Natalia Alexejevna door Alexander Roslin 1776

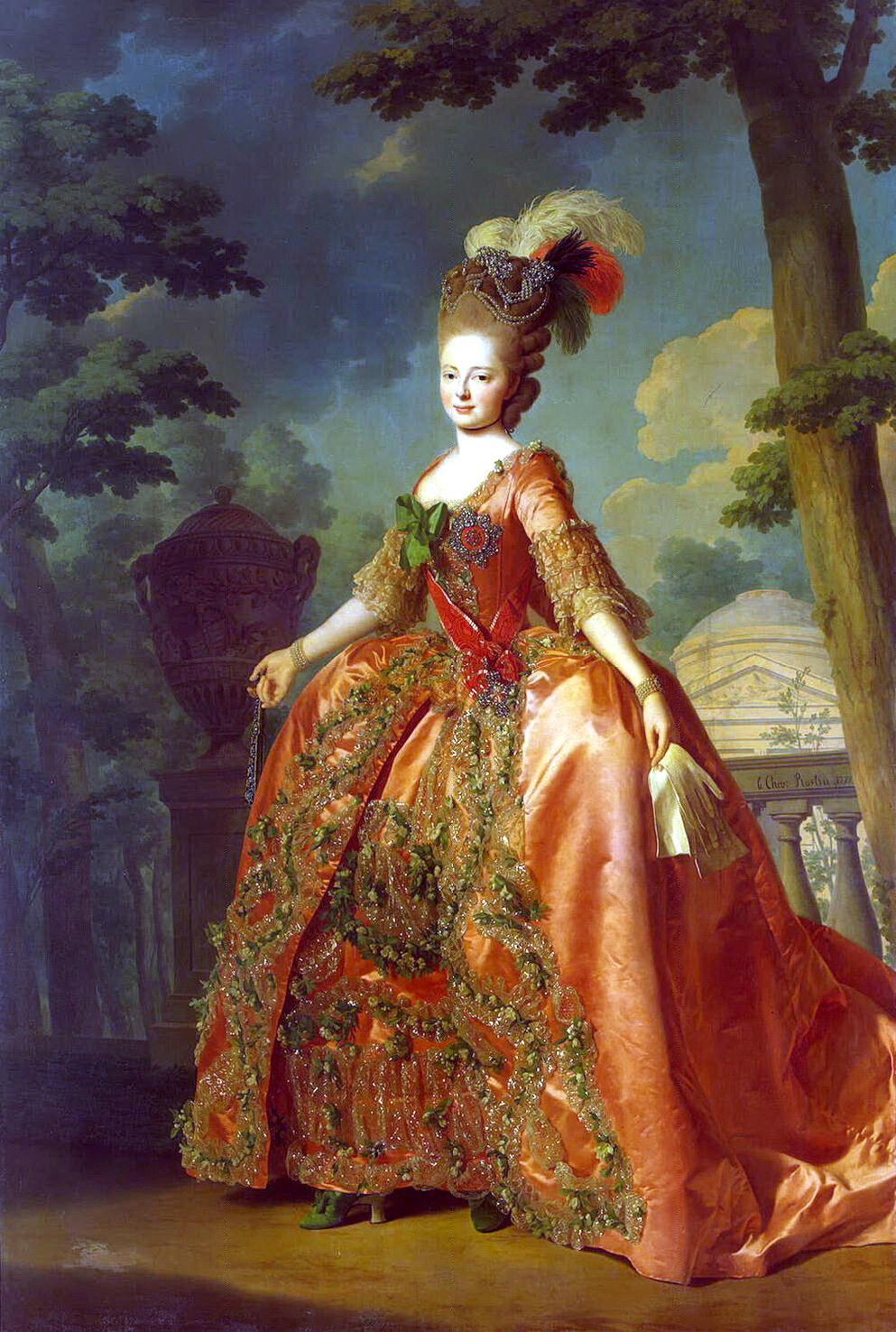
Maria Fjodorovna, portret door Alexander Roslin

Paul I Petrovitsj (Russisch: Павел I Петрович, [Pavel I Petrovitsj]) (Sint-Petersburg, 1 oktober 1754 – aldaar, 23 maart 1801) was van 1796 tot 1801 tsaar van Rusland.

## Biografie

### Geboorte en jeugd
Paul werd geboren op 1 oktober 1754 in het paleis van tsarina Elisabeth I in Sint-Petersburg als zoon van grootvorst Peter, de latere tsaar Peter III en de latere tsarina Catharina II. In haar memoires schreef Catharina dat haar man tsaar Peter III niet de vader van Paul was, maar haar minnaar Sergej Saltykov. Later kwam ze daar op terug.
In 1771 leed Paul aan een aanval van tyfus. Nikita Ivanovitsj Panin was zijn gouverneur. Diens neef, Nikita Petrovitsj Panin, zou later betrokken zijn bij de moord op Paul.

### Moord op vader
Op 5 januari 1761 (25 december, juliaanse kalender) stierf tsarina Elisabeth en zijn vader, Peter III, werd tsaar van Rusland. Dit duurde zes maanden; op 9 juli 1762 (28 juni, j.k.) werd Peter III afgezet en werd Catharina II tot tsarina gekroond. Acht dagen later, op 17 juli (6 juli, j.k.), werd Peter III vermoord door Aleksej Grigorovitsj Orlov, de jongere broer van Catharina's minnaar Grigori Orlov. Datzelfde jaar beviel Catharina van Aleksejs zoon Aleksej Bobrinski.
Peter III was een groot bewonderaar van koning Frederik de Grote van Pruisen geweest. Toen Peter III tsaar werd stopte hij de strijd, die Rusland met Oostenrijk tegen Pruisen had gevoerd en werd hij bondgenoot van Frederik in de Zevenjarige Oorlog (1756-1763). Peter III voerde daarnaast ook veel hervormingen in, waaronder de nationalisatie van kerkelijk grondbezit. Dit zette kwaad bloed bij priesters en mogelijk beraamden zij een plan om de tsaar ten val te brengen.

### Eerste huwelijk
Catharina deed veel moeite om voor Paul een geschikte vrouw te vinden. Paul trouwde in 1773 met Wilhelmina Louisa van Hessen-Darmstadt, een van de dochters van Lodewijk IX, landgraaf van Hessen-Darmstadt; Wilhelmina kreeg als nieuwe naam Natalja Aleksejevna. Catharina accepteerde Paul in de keizerlijke raad; zij dacht dat hij hiermee ervaring zou opdoen voor zijn toekomstige positie als keizer. Zijn leraar Porosjin beklaagde zich, dat Paul 'altijd druk bezig was'.

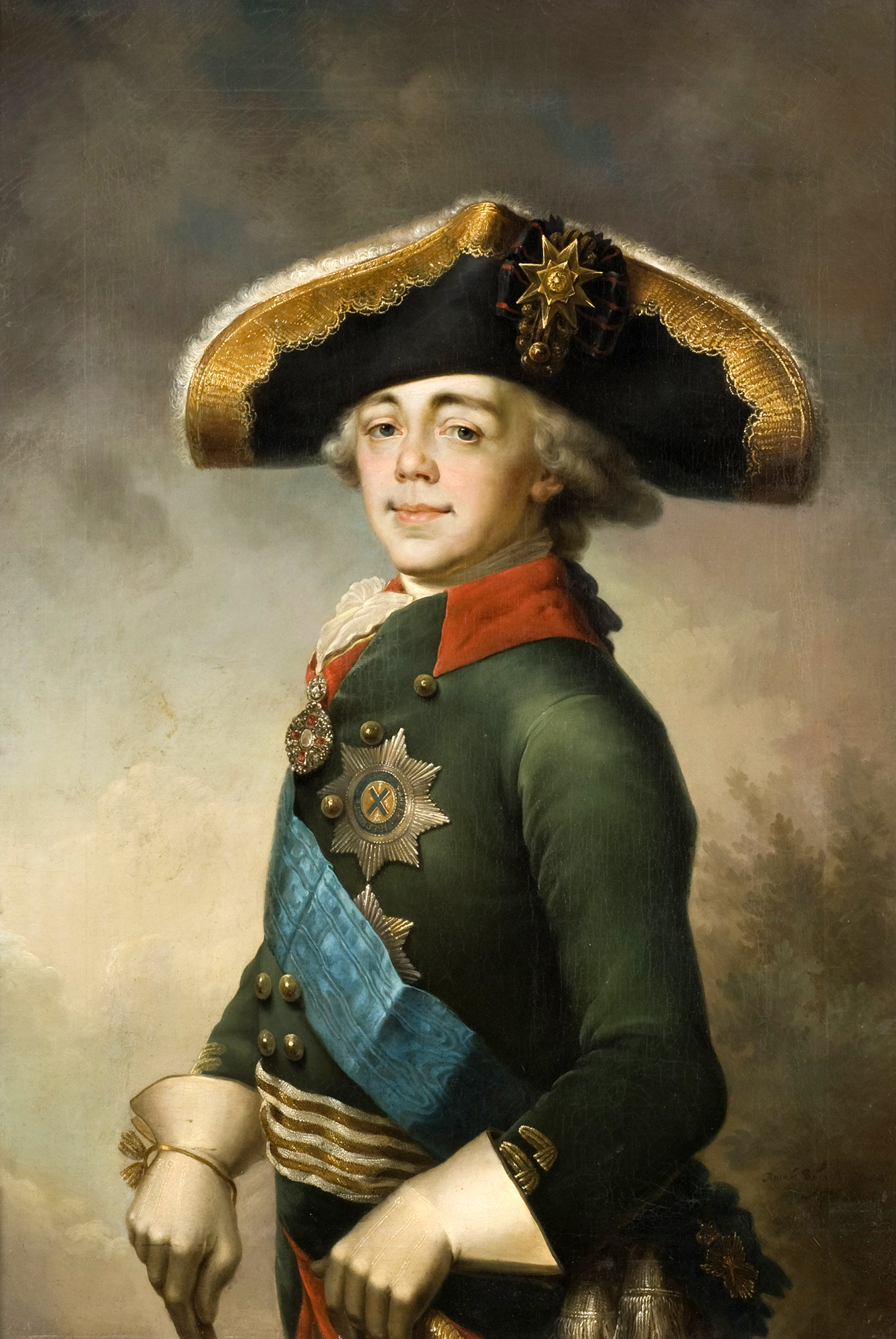
Tsaar Paul I

### Tweede huwelijk
Nadat Pauls eerste vrouw drie jaar na hun huwelijk op 15 april 1776 was gestorven in het kraambed, arrangeerde Catharina in minder dan zes maanden een nieuw huwelijk, op 7 oktober 1776, met de beeldschone Sophia Dorothea Augusta Louisa van Württemberg, die als nieuwe naam Maria Fjodorovna kreeg. Het was in deze periode dat Paul in intriges verwikkeld raakte. Hij geloofde dat hij het doelwit was van een aanslag. Hij verdacht ook zijn moeder ervan hem te willen vermoorden; hij zou haar zelfs een keer publiekelijk hebben beschuldigd. Hierom verwijderde zijn moeder hem uit de keizerlijke raad en hield zij hem buiten regeringszaken. De maatregelen die Catharina trof waren niet vriendelijk.

Bij de geboorte van zijn eerste kind, Alexander, op 28 december 1777, gaf de keizerin hem een landgoed, Pavlovsk. Paul en zijn vrouw wonnen het vertrouwen van Catharina en gingen op reis door Europa van 1781-1782. In 1783 gaf de keizerin hem een nieuw landgoed in Gatsjina, waar Paul een korps soldaten mocht handhaven die naar Pruisisch model getraind werden.

### Tsaar
Na de dood van zijn moeder, in 1796, werd de 42-jarige Paul I tsaar van Rusland. Zijn regeringstijd staat bekend als de strijd tegen de gevolgen van de Franse Revolutie in Rusland en Europa. Sinds deze tijd wordt Rusland de "politieagent van Europa" genoemd.

#### Binnenlands beleid
Binnen een maand na zijn troonsbestijging riep Paul de expeditie naar Perzië, een plan van zijn overleden moeder, terug. Hij liet de resten van zijn vader, die zonder eerbewijzen was begraven, opgraven en overplaatsen, eerst naar de kerk van het winterpaleis en later naar de Petrus-en-Pauluskathedraal in Sint-Petersburg, de begraafplaats van het Huis Romanov. Hij zou de zestigjarige graaf Aleksej Orlov, die een rol had gespeeld in de val en mogelijk ook de dood van Peter III, voorop voor Peters kist hebben laten lopen.
Paul beschouwde in zijn binnenlandse politiek de Russische adel als decadent en corrupt, en wilde hen omvormen in een gedisciplineerde, trouwe klasse met principes naar het voorbeeld van een middeleeuwse ridderorde. Koetoezov, Araktsjejev en Rostoptsjin gingen hierin mee, maar zeven maarschalken en 333 generaals verloren hun plaats aan het hof.
Hij draaide Catharina's besluit terug om lijfstraffen aan de vrije klassen toe te staan en voerde hervormingen door voor meer rechten voor de boeren en een betere behandeling van de horigen. De adel raakte geïrriteerd en zijn vijanden beraamden een plan om hem ten val te brengen.
Paul liet de resten van Grigori Potjomkin, de befaamde militaire bevelhebber en een van zijn moeders minnaars, uit zijn graf opgraven en verspreiden.

#### Buitenlands beleid
In zijn buitenlandse politiek was Paul tegen expansieve oorlogen, zoals zijn moeder die had gevoerd. Hij was tegen (Franse) revolutie en voor de autocratie en de oude orde en instandhouding van de monarchieën. Hij besloot, mede om Malta, de basis van de Orde van Sint-Jan, oorlog te voeren met de Franse Republiek van Napoleon Bonaparte. Paul stuurde troepen, onder generaal Aleksandr Soevorov om de Oostenrijkers te steunen en de Fransen uit Italië te werken. In 1799 wilde het leger van Soevorov zich aansluiten bij dat van Aleksandr Korsakov in Zwitserland. Ze leden grote verliezen en de alliantie met Oostenrijk brak in oktober 1799.
Paul werkte ook samen met de Britten tegen Frankrijk, zoals in de Brits-Russische expeditie naar Noord-Holland. De Slag bij Callantsoog (27 augustus 1799) was een Britse overwinning. De Russen kwamen in september. De Fransen en Nederlanders werkten hen tegen en in oktober 1799 werd een wapenstilstand getekend. De Russen hadden zware verliezen geleden. De Britten verkozen uiteindelijk Oostenrijk als bondgenoot boven Rusland.
De Britse admiraal Horatio Nelson weigerde Malta terug te geven aan de Orde van Sint-Jan (en hun grootmeester Paul), toen hij het eiland in september 1800 veroverde. Paul begon de Britten tegen te werken, onder meer met zijn Gewapende Neutraliteits coalitie met Zweden, Denemarken en Pruisen. Nelson was al op weg naar Sint-Petersburg, toen Paul vermoord werd. De nieuwe tsaar begon daarna vredesbesprekingen met Engeland.
Paul veranderde zijn houding ten opzichte van Frankrijk toen Napoleon Eerste consul werd en van Frankrijk een meer conservatieve staat maakte.

### Orde van Malta
In 1796 benaderde de Orde van Sint-Jan tsaar Paul, omdat haar priorij in Polen, na de 'opdeling' nu op Russisch grondgebied lag en ze zich zorgen maakte over inkomsten. In januari 1797 verplaatste Paul de priorij van Polen naar Sint-Petersburg en uit dank werd hij tot beschermheer van de orde gemaakt.
In 1798 sloot Paul zich aan bij de coalitie van Europese landen tegen Napoleon Bonaparte. Aanleiding was Napoleons inname van Malta. De Orde van Maltezer Ridders werd er verjaagd. De Orde van Malta was de naam van de Orde van Sint-Jan, sinds hun hoofdkwartier vanaf 1530 op Malta was gevestigd. Paul schonk het merendeel van de verjaagde ridders onderdak in Sint-Petersburg. Paul werd uit dank in oktober 1798 aangeboden de nieuwe Grootmeester van de orde te worden, wat hij aanvaardde. De vorige Grootmeester, Ferdinand von Hompesch zu Bolheim, zou Malta aan Napoleon hebben uitgeleverd, was van verraad beschuldigd en nam 6 juli 1799 ontslag. Hij stuurde Maarschalk Suvorov met een vloot naar de Middellandse Zee, die overwinningen boekte.

### Jezuïeten
Paul I deed meer voor zijn katholieke onderdanen: Op 7 maart 1801 stond paus Pius VII toe, dat de Sociëteit (Orde van Jezus, de jezuïeten) zich in Wit-Rusland vestigde, onder generaal Francis Karew. Tsaar Paul I had daar op 11 augustus 1800 op aangedrongen. De orde was door paus Clemens XIV na druk van de katholieke landen Portugal, Spanje en Frankrijk, in 1773 verboden, maar dat verbod legden Frederik de Grote van Pruisen en Catharina II van het Russische keizerrijk naast zich neer, wat een toestroom van jezuïeten tot gevolg had, die overal elders tot een verboden organisatie behoorden. Pauls zoon Alexander I zou de jezuïeten in 1820 uit heel zijn rijk verbannen.

### Perzische expeditie en Indische mars
Hij beëindigde de Perzische expeditie van 1796 - onder leiding van de door hem verachte Valerian Zoebov - ten bate van zijn geheime Mars naar Brits-Indië. Paul stuurde een kozakkenleger om Brits-Indië te veroveren. De Britten tekenden verdragen met Perzië in 1801, 1809 en 1812, om te verhinderen dat India via Centraal Azië kon worden aangevallen. Paul wilde de Britten raken waar ze het meest kwetsbaar waren: in hun handel en kolonies.

### Coup en moord

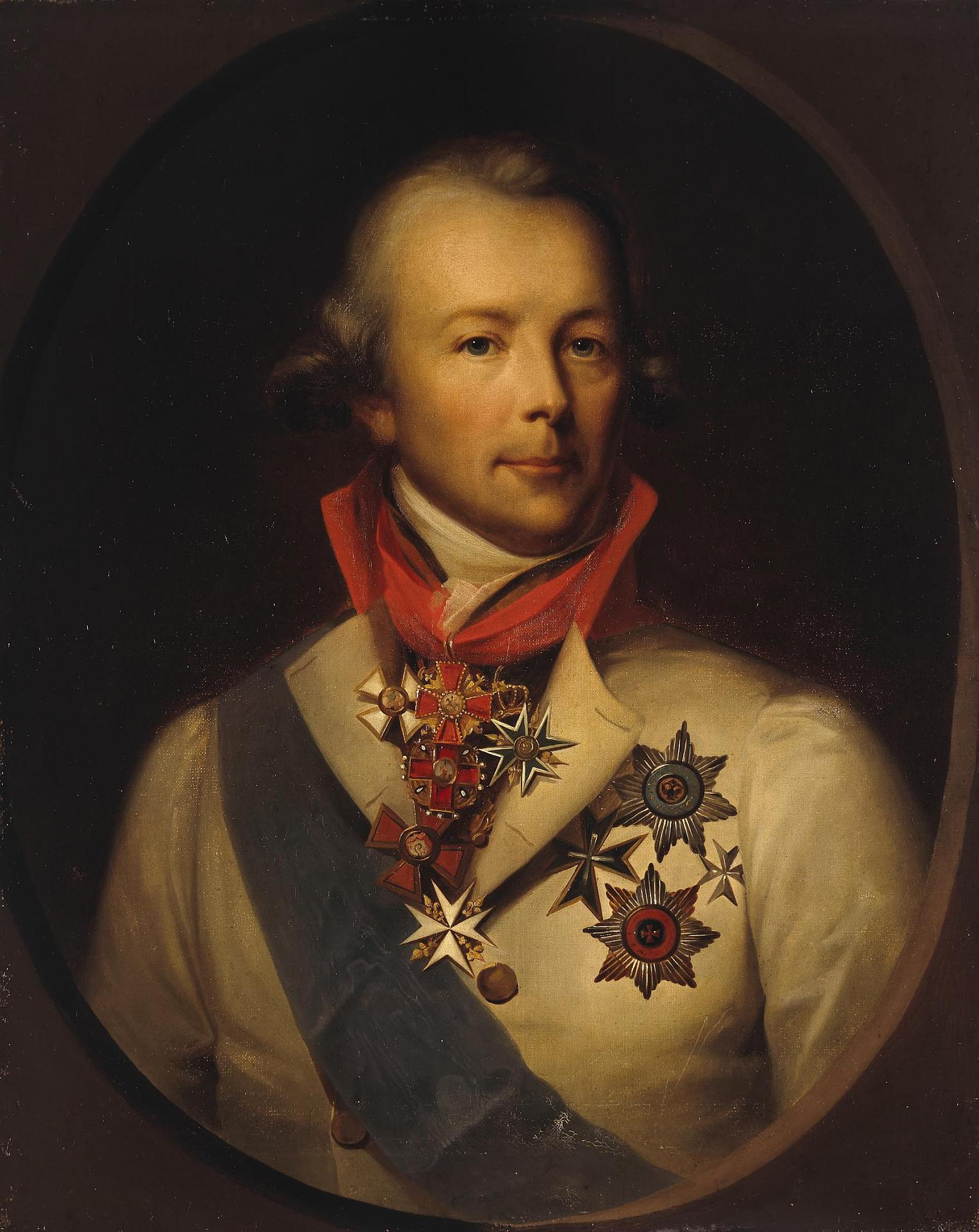
Graaf Peter Ludwig von der Pahlen, militair gouverneur van Sint-Petersburg van 1798 tot 1801, Grootkanselier van de Maltezer Orde en medeplichtige aan de moord op tsaar Paul I

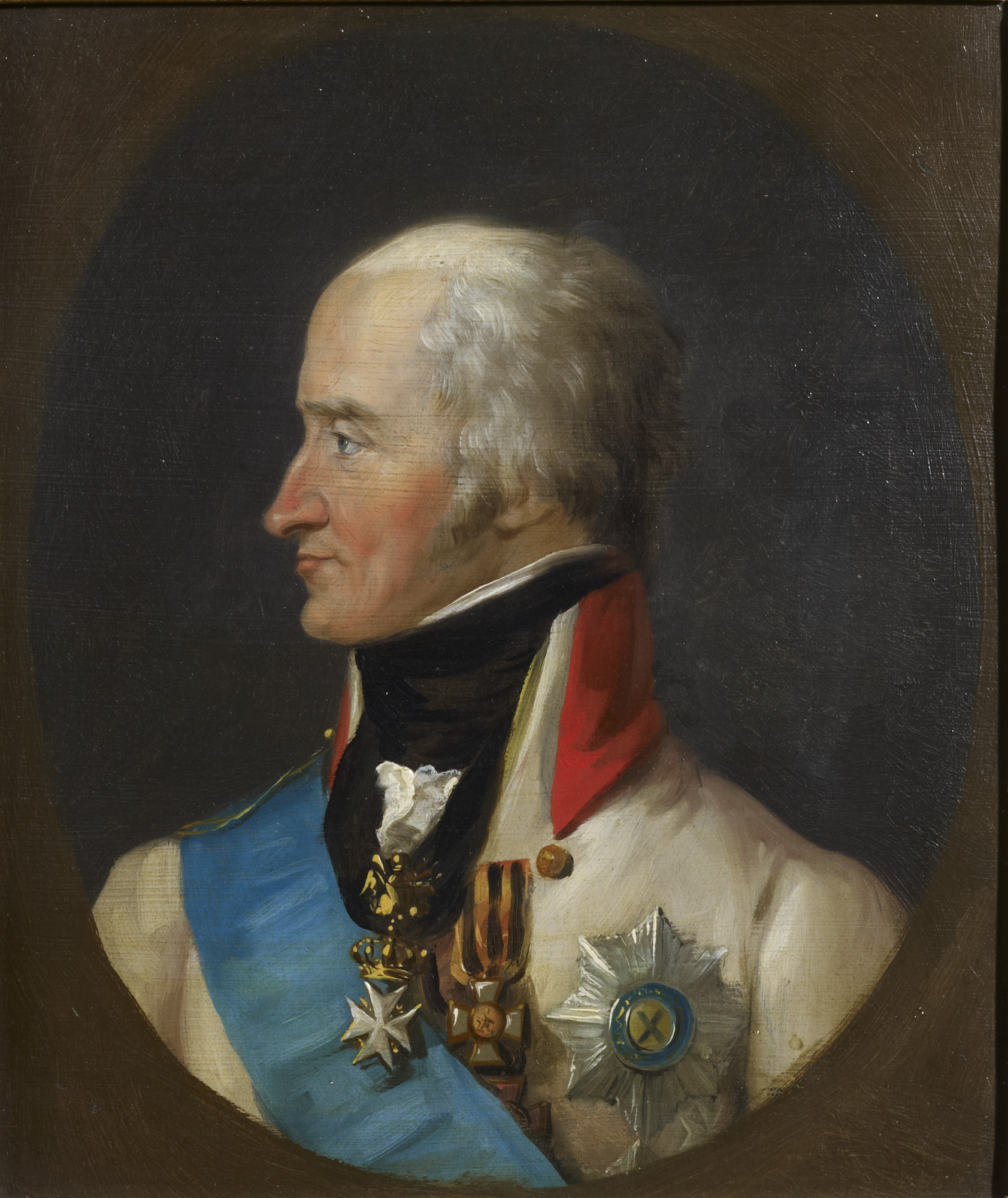
Bennigsen met een Maltezer kruis, het brein achter de samenzwering tegen zijn tsaar en Grootmeester.

De stopzetting van de Perzische expeditie in 1796, weliswaar slecht georganiseerd door Zoebov, had kwaad bloed gezet bij de Russische bojaren. Al maanden van tevoren bestond er een plan om Paul af te zetten bij de graven Peter Ludwig von der Pahlen en Nikita Petrovich Panin, admiraal José de Ribas en waarschijnlijk de Britse ambassadeur in Sint-Petersburg, Charles Whitworth. Door de dood van Ribas liep het plan vertraging op. Paul I werd bij een coup in de nacht van 23 maart 1801 in het nieuwe Michailovski-kasteel door een groep Russische officieren vermoord. Onder hen waren graaf en stadscommandant Peter Ludwig von der Pahlen (Grootkanselier van de Maltezer Orde), generaal en graaf Levin Bennigsen uit Hannover (het brein achter de samenzwering), generaal Jasjvil uit Georgië en generaal Nikolaj Aleksandrovitsj Zoebov. Ze kwamen Pauls slaapkamer binnen, trokken hem uit de hoek waarin hij zich achter gordijnen had verborgen en dwongen hem een document van abdicatie te tekenen. Toen Paul weerstand bood, sloeg Zoebov toe met zijn zwaard, waarna de moordenaars hem met een zijden sjaal wurgden en doodtrapten. Vermoed wordt dat wel de coup, doch niet de moord werd gesteund door zijn zoon Alexander I (de favoriete kleinzoon van Catharina), waarna de Indische Mars werd afgebroken. Alexander strafte de moordenaars niet en de hofarts, James Wylie, verklaarde dat de tsaar aan apoplexie was gestorven.

## Kinderen
Paul I trad in 1773 in het huwelijk met Wilhelmina Louisa van Hessen-Darmstadt, dochter van Lodewijk IX, die echter reeds in 1776 stierf. In september van dat jaar hertrouwde hij met Sophia Dorothea Augusta Louisa van Württemberg (Maria Fjodorovna, 25 oktober 1759 - 5 november 1828). Zij kregen tien kinderen:
| Afbeelding | Naam                   | Geboren          | Overleden         | Bijzonderheden |
| ---------- | ---------------------- | ---------------- | ----------------- | --- |
|            | Tsaar Alexander I      | 23 december 1777 | 1 december 1825   | Huwde Louise van Baden, een jongere zuster van koningin Caroline van Beieren en van koningin Frederika van Zweden. Werd na de moord op Paul I, tsaar van Rusland. Hij kreeg de bijnaam de gezegende. Hij is vooral bekend vanwege zijn rol tijdens de napoleontische oorlogen.                                                                   |
|            | Grootvorst Constantijn | 8 mei 1779       | 27 juni 1831      | Huwde prinses Juliana van Saksen-Coburg-Saalfeld, een tante van koningin Victoria. Constantijn was eigenlijk de troonopvolger van Alexander, maar hij deed afstand van zijn rechten op de troon. Hij was onderkoning van Congres-Polen. |
|            | Grootvorstin Alexandra | 9 augustus 1783  | 16 maart 1801     | Het was eigenlijk de bedoeling dat Alexandra zou trouwen met de latere koning Gustaaf IV Adolf van Zweden, maar zij huwde aartshertog Jozef van Oostenrijk. Zij stierf op 17-jarige leeftijd in het kraambed. |
|            | Grootvorstin Helena    | 13 december 1784 | 24 september 1803 | Huwde Frederik Lodewijk van Mecklenburg-Schwerin en werd moeder van groothertog Paul Frederik en van Marie Louise. Helena overleed zeer plotseling te Ludwigslust. |
|            | Grootvorstin Maria     | 4 februari 1786  | 23 juni 1859      | Huwde groothertog Karel Frederik van Saksen-Weimar-Eisenach, ze werd moeder van Augusta, Duits keizerin, vrouw van Wilhelm I en van groothertog Karel Alexander, die weer huwde met prinses Sophie van Oranje-Nassau. Ook hadden ze nog dochter Marie, zij huwde prins Karel van Pruisen, broer van keizer Wilhelm I, de echtgenoot van Augusta. |
|            | Grootvorstin Catharina | 21 mei 1788      | 19 januari 1819   | Was eerst gehuwd met George van Oldenburg, een zoon van hertog Peter. Werd door haar tweede huwelijk met Willem de koningin van Württemberg Uit dat huwelijk werden twee meisjes geboren Maria en Sophia, die huwde met koning Willem III der Nederlanden.                                                                                       |
|            | Grootvorstin Olga      | 11 juli 1792     | 15 januari 1795   | Stierf op jonge leeftijd. |
|            | Grootvorstin Anna      | 18 januari 1795  | 1 maart 1865      | Huwde Willem II der Nederlanden en werd daardoor koningin der Nederlanden Ze werd moeder van koning Willem III en van Sophie, de latere groothertogin van Saksen-Weimar-Eisenach. Zoon Alexander was enige tijd in beeld als toekomstig echtgenoot van koningin Victoria en koningin Isabella II van Spanje.                                     |
|            | Tsaar Nicolaas         | 6 juli 1796      | 2 maart 1855      | Volgde in 1825 zijn broer Alexander op als tsaar van Rusland. Hij trouwde met Charlotte van Pruisen, een dochter van koning Frederik Willem III van Pruisen Nicolaas was tot 1855 de tsaar van Rusland, hij werd opgevolgd door zijn zoon Alexander II. Zijn dochter Olga was koningin van Württemberg.                                          |
|            | Grootvorst Michaël     | 8 februari 1798  | 9 september 1849  | Huwde Helena Charlotte van Württemberg, een dochter van Paul van Württemberg, zoon van koning Frederik I van Württemberg. Hun dochter Elisabeth was de eerste vrouw van groothertog Adolf van Luxemburg. |

## Kwartierstaat
| Frederik IV van Sleeswijk-Holstein-Gottorp (1671–1702) | Frederik IV van Sleeswijk-Holstein-Gottorp (1671–1702) | Frederik IV van Sleeswijk-Holstein-Gottorp (1671–1702) | Frederik IV van Sleeswijk-Holstein-Gottorp (1671–1702) | Frederik IV van Sleeswijk-Holstein-Gottorp (1671–1702)    | Frederik IV van Sleeswijk-Holstein-Gottorp (1671–1702)    | Hedwig Sophia van Zweden (1681-1708)                      | Hedwig Sophia van Zweden (1681-1708)                      | Hedwig Sophia van Zweden (1681-1708)                      | Hedwig Sophia van Zweden (1681-1708)                      | Hedwig Sophia van Zweden (1681-1708) | Hedwig Sophia van Zweden (1681-1708) |                                   |                                   | Peter de Grote (1672-1725)        | Peter de Grote (1672-1725)        | Peter de Grote (1672-1725)            | Peter de Grote (1672-1725)            | Peter de Grote (1672-1725)            | Peter de Grote (1672-1725)            | Catharina I van Rusland (1684–1727)   | Catharina I van Rusland (1684–1727)   | Catharina I van Rusland (1684–1727) | Catharina I van Rusland (1684–1727) | Catharina I van Rusland (1684–1727) | Catharina I van Rusland (1684–1727) |  |  | Johan Lodewijk van Anhalt-Zerbst-Dornburg (1656-1704) | Johan Lodewijk van Anhalt-Zerbst-Dornburg (1656-1704) | Johan Lodewijk van Anhalt-Zerbst-Dornburg (1656-1704) | Johan Lodewijk van Anhalt-Zerbst-Dornburg (1656-1704) | Johan Lodewijk van Anhalt-Zerbst-Dornburg (1656-1704) | Johan Lodewijk van Anhalt-Zerbst-Dornburg (1656-1704) | Christina Elenora van Zeutsch (1666-1699)       | Christina Elenora van Zeutsch (1666-1699)       | Christina Elenora van Zeutsch (1666-1699)       | Christina Elenora van Zeutsch (1666-1699)       | Christina Elenora van Zeutsch (1666-1699) | Christina Elenora van Zeutsch (1666-1699) |                                |                                | Christiaan August van Sleeswijk-Holstein-Gottorp (1673-1726) | Christiaan August van Sleeswijk-Holstein-Gottorp (1673-1726) | Christiaan August van Sleeswijk-Holstein-Gottorp (1673-1726) | Christiaan August van Sleeswijk-Holstein-Gottorp (1673-1726) | Christiaan August van Sleeswijk-Holstein-Gottorp (1673-1726) | Christiaan August van Sleeswijk-Holstein-Gottorp (1673-1726) | Albertina Frederike van Baden-Durlach (1682-1755)            | Albertina Frederike van Baden-Durlach (1682-1755)            | Albertina Frederike van Baden-Durlach (1682-1755) | Albertina Frederike van Baden-Durlach (1682-1755) | Albertina Frederike van Baden-Durlach (1682-1755) | Albertina Frederike van Baden-Durlach (1682-1755) |  |  |  |  |  |  |  |  |  |  |  |  |  |  |  |  |  |  |  |  |  |  |  |  |  |  |  |  |  |  |  |  |  |  |  |  |  |  |  |  |  |  |  |  |  |  |  |  |
| Frederik IV van Sleeswijk-Holstein-Gottorp (1671–1702) | Frederik IV van Sleeswijk-Holstein-Gottorp (1671–1702) | Frederik IV van Sleeswijk-Holstein-Gottorp (1671–1702) | Frederik IV van Sleeswijk-Holstein-Gottorp (1671–1702) | Frederik IV van Sleeswijk-Holstein-Gottorp (1671–1702)    | Frederik IV van Sleeswijk-Holstein-Gottorp (1671–1702)    | Hedwig Sophia van Zweden (1681-1708)                      | Hedwig Sophia van Zweden (1681-1708)                      | Hedwig Sophia van Zweden (1681-1708)                      | Hedwig Sophia van Zweden (1681-1708)                      | Hedwig Sophia van Zweden (1681-1708) | Hedwig Sophia van Zweden (1681-1708) |                                   |                                   | Peter de Grote (1672-1725)        | Peter de Grote (1672-1725)        | Peter de Grote (1672-1725)            | Peter de Grote (1672-1725)            | Peter de Grote (1672-1725)            | Peter de Grote (1672-1725)            | Catharina I van Rusland (1684–1727)   | Catharina I van Rusland (1684–1727)   | Catharina I van Rusland (1684–1727) | Catharina I van Rusland (1684–1727) | Catharina I van Rusland (1684–1727) | Catharina I van Rusland (1684–1727) |  |  | Johan Lodewijk van Anhalt-Zerbst-Dornburg (1656-1704) | Johan Lodewijk van Anhalt-Zerbst-Dornburg (1656-1704) | Johan Lodewijk van Anhalt-Zerbst-Dornburg (1656-1704) | Johan Lodewijk van Anhalt-Zerbst-Dornburg (1656-1704) | Johan Lodewijk van Anhalt-Zerbst-Dornburg (1656-1704) | Johan Lodewijk van Anhalt-Zerbst-Dornburg (1656-1704) | Christina Elenora van Zeutsch (1666-1699)       | Christina Elenora van Zeutsch (1666-1699)       | Christina Elenora van Zeutsch (1666-1699)       | Christina Elenora van Zeutsch (1666-1699)       | Christina Elenora van Zeutsch (1666-1699) | Christina Elenora van Zeutsch (1666-1699) |                                |                                | Christiaan August van Sleeswijk-Holstein-Gottorp (1673-1726) | Christiaan August van Sleeswijk-Holstein-Gottorp (1673-1726) | Christiaan August van Sleeswijk-Holstein-Gottorp (1673-1726) | Christiaan August van Sleeswijk-Holstein-Gottorp (1673-1726) | Christiaan August van Sleeswijk-Holstein-Gottorp (1673-1726) | Christiaan August van Sleeswijk-Holstein-Gottorp (1673-1726) | Albertina Frederike van Baden-Durlach (1682-1755)            | Albertina Frederike van Baden-Durlach (1682-1755)            | Albertina Frederike van Baden-Durlach (1682-1755) | Albertina Frederike van Baden-Durlach (1682-1755) | Albertina Frederike van Baden-Durlach (1682-1755) | Albertina Frederike van Baden-Durlach (1682-1755) |  |  |  |  |  |  |  |  |  |  |  |  |  |  |  |  |  |  |  |  |  |  |  |  |  |  |  |  |  |  |  |  |  |  |  |  |  |  |  |  |  |  |  |  |  |  |  |  |
|                                                        |                                                        |                                                        |                                                        |                                                           |                                                           |                                                           |                                                           |                                                           |                                                           |                                      |                                      |                                   |                                   |                                   |                                   |                                       |                                       |                                       |                                       |                                       |                                       |                                     |                                     |                                     |                                     |  |  |                                                       |                                                       |                                                       |                                                       |                                                       |                                                       |                                                 |                                                 |                                                 |                                                 |                                           |                                           |                                |                                |                                                              |                                                              |                                                              |                                                              |                                                              |                                                              |                                                              |                                                              |                                                   |                                                   |                                                   |                                                   |  |  |  |  |  |  |  |  |  |  |  |  |  |  |  |  |  |  |  |  |  |  |  |  |  |  |  |  |  |  |  |  |  |  |  |  |  |  |  |  |  |  |  |  |  |  |  |  |
|                                                        |                                                        |                                                        |                                                        | Karel Frederik van Sleeswijk-Holstein-Gottorp (1700-1739) | Karel Frederik van Sleeswijk-Holstein-Gottorp (1700-1739) | Karel Frederik van Sleeswijk-Holstein-Gottorp (1700-1739) | Karel Frederik van Sleeswijk-Holstein-Gottorp (1700-1739) | Karel Frederik van Sleeswijk-Holstein-Gottorp (1700-1739) | Karel Frederik van Sleeswijk-Holstein-Gottorp (1700-1739) |                                      |                                      |                                   |                                   |                                   |                                   | Anna Petrovna van Rusland (1708-1728) | Anna Petrovna van Rusland (1708-1728) | Anna Petrovna van Rusland (1708-1728) | Anna Petrovna van Rusland (1708-1728) | Anna Petrovna van Rusland (1708-1728) | Anna Petrovna van Rusland (1708-1728) |                                     |                                     |                                     |                                     |  |  |                                                       |                                                       |                                                       |                                                       | Christiaan August van Anhalt-Zerbst (1690-1747)       | Christiaan August van Anhalt-Zerbst (1690-1747)       | Christiaan August van Anhalt-Zerbst (1690-1747) | Christiaan August van Anhalt-Zerbst (1690-1747) | Christiaan August van Anhalt-Zerbst (1690-1747) | Christiaan August van Anhalt-Zerbst (1690-1747) |                                           |                                           |                                |                                |                                                              |                                                              | Johanna Elisabeth van Sleeswijk-Holstein-Gottorp (1712-1760) | Johanna Elisabeth van Sleeswijk-Holstein-Gottorp (1712-1760) | Johanna Elisabeth van Sleeswijk-Holstein-Gottorp (1712-1760) | Johanna Elisabeth van Sleeswijk-Holstein-Gottorp (1712-1760) | Johanna Elisabeth van Sleeswijk-Holstein-Gottorp (1712-1760) | Johanna Elisabeth van Sleeswijk-Holstein-Gottorp (1712-1760) |                                                   |                                                   |                                                   |                                                   |  |  |  |  |  |  |  |  |  |  |  |  |  |  |  |  |  |  |  |  |  |  |  |  |  |  |  |  |  |  |  |  |  |  |  |  |  |  |  |  |  |  |  |  |  |  |  |  |
|                                                        |                                                        |                                                        |                                                        | Karel Frederik van Sleeswijk-Holstein-Gottorp (1700-1739) | Karel Frederik van Sleeswijk-Holstein-Gottorp (1700-1739) | Karel Frederik van Sleeswijk-Holstein-Gottorp (1700-1739) | Karel Frederik van Sleeswijk-Holstein-Gottorp (1700-1739) | Karel Frederik van Sleeswijk-Holstein-Gottorp (1700-1739) | Karel Frederik van Sleeswijk-Holstein-Gottorp (1700-1739) |                                      |                                      |                                   |                                   |                                   |                                   | Anna Petrovna van Rusland (1708-1728) | Anna Petrovna van Rusland (1708-1728) | Anna Petrovna van Rusland (1708-1728) | Anna Petrovna van Rusland (1708-1728) | Anna Petrovna van Rusland (1708-1728) | Anna Petrovna van Rusland (1708-1728) |                                     |                                     |                                     |                                     |  |  |                                                       |                                                       |                                                       |                                                       | Christiaan August van Anhalt-Zerbst (1690-1747)       | Christiaan August van Anhalt-Zerbst (1690-1747)       | Christiaan August van Anhalt-Zerbst (1690-1747) | Christiaan August van Anhalt-Zerbst (1690-1747) | Christiaan August van Anhalt-Zerbst (1690-1747) | Christiaan August van Anhalt-Zerbst (1690-1747) |                                           |                                           |                                |                                |                                                              |                                                              | Johanna Elisabeth van Sleeswijk-Holstein-Gottorp (1712-1760) | Johanna Elisabeth van Sleeswijk-Holstein-Gottorp (1712-1760) | Johanna Elisabeth van Sleeswijk-Holstein-Gottorp (1712-1760) | Johanna Elisabeth van Sleeswijk-Holstein-Gottorp (1712-1760) | Johanna Elisabeth van Sleeswijk-Holstein-Gottorp (1712-1760) | Johanna Elisabeth van Sleeswijk-Holstein-Gottorp (1712-1760) |                                                   |                                                   |                                                   |                                                   |  |  |  |  |  |  |  |  |  |  |  |  |  |  |  |  |  |  |  |  |  |  |  |  |  |  |  |  |  |  |  |  |  |  |  |  |  |  |  |  |  |  |  |  |  |  |  |  |
|                                                        |                                                        |                                                        |                                                        |                                                           |                                                           |                                                           |                                                           |                                                           |                                                           | Peter III van Rusland (1728–1762)    | Peter III van Rusland (1728–1762)    | Peter III van Rusland (1728–1762) | Peter III van Rusland (1728–1762) | Peter III van Rusland (1728–1762) | Peter III van Rusland (1728–1762) |                                       |                                       |                                       |                                       |                                       |                                       |                                     |                                     |                                     |                                     |  |  |                                                       |                                                       |                                                       |                                                       |                                                       |                                                       |                                                 |                                                 |                                                 |                                                 | Catharina de Grote (1729–1796)            | Catharina de Grote (1729–1796)            | Catharina de Grote (1729–1796) | Catharina de Grote (1729–1796) | Catharina de Grote (1729–1796)                               | Catharina de Grote (1729–1796)                               |                                                              |                                                              |                                                              |                                                              |                                                              |                                                              |                                                   |                                                   |                                                   |                                                   |  |  |  |  |  |  |  |  |  |  |  |  |  |  |  |  |  |  |  |  |  |  |  |  |  |  |  |  |  |  |  |  |  |  |  |  |  |  |  |  |  |  |  |  |  |  |  |  |
|                                                        |                                                        |                                                        |                                                        |                                                           |                                                           |                                                           |                                                           |                                                           |                                                           | Peter III van Rusland (1728–1762)    | Peter III van Rusland (1728–1762)    | Peter III van Rusland (1728–1762) | Peter III van Rusland (1728–1762) | Peter III van Rusland (1728–1762) | Peter III van Rusland (1728–1762) |                                       |                                       |                                       |                                       |                                       |                                       |                                     |                                     |                                     |                                     |  |  |                                                       |                                                       |                                                       |                                                       |                                                       |                                                       |                                                 |                                                 |                                                 |                                                 | Catharina de Grote (1729–1796)            | Catharina de Grote (1729–1796)            | Catharina de Grote (1729–1796) | Catharina de Grote (1729–1796) | Catharina de Grote (1729–1796)                               | Catharina de Grote (1729–1796)                               |                                                              |                                                              |                                                              |                                                              |                                                              |                                                              |                                                   |                                                   |                                                   |                                                   |  |  |  |  |  |  |  |  |  |  |  |  |  |  |  |  |  |  |  |  |  |  |  |  |  |  |  |  |  |  |  |  |  |  |  |  |  |  |  |  |  |  |  |  |  |  |  |  |
|                                                        |                                                        |                                                        |                                                        |                                                           |                                                           |                                                           |                                                           |                                                           |                                                           |                                      |                                      |                                   |                                   |                                   |                                   |                                       |                                       |                                       |                                       |                                       |                                       |                                     |                                     |                                     |                                     |  |  |                                                       |                                                       |                                                       |                                                       |                                                       |                                                       |                                                 |                                                 |                                                 |                                                 |                                           |                                           |                                |                                |                                                              |                                                              |                                                              |                                                              |                                                              |                                                              |                                                              |                                                              |                                                   |                                                   |                                                   |                                                   |  |  |  |  |  |  |  |  |  |  |  |  |  |  |  |  |  |  |  |  |  |  |  |  |  |  |  |  |  |  |  |  |  |  |  |  |  |  |  |  |  |  |  |  |  |  |  |  |
|                                                        |                                                        |                                                        |                                                        |                                                           |                                                           |                                                           |                                                           |                                                           |                                                           |                                      |                                      |                                   |                                   |                                   |                                   |                                       |                                       |                                       |                                       |                                       |                                       |                                     |                                     |                                     |                                     |  |  |                                                       |                                                       |                                                       |                                                       |                                                       |                                                       |                                                 |                                                 |                                                 |                                                 |                                           |                                           |                                |                                |                                                              |                                                              |                                                              |                                                              |                                                              |                                                              |                                                              |                                                              |                                                   |                                                   |                                                   |                                                   |  |  |  |  |  |  |  |  |  |  |  |  |  |  |  |  |  |  |  |  |  |  |  |  |  |  |  |  |  |  |  |  |  |  |  |  |  |  |  |  |  |  |  |  |  |  |  |  |
|                                                        |                                                        |                                                        |                                                        |                                                           |                                                           |                                                           |                                                           |                                                           |                                                           |                                      |                                      |                                   |                                   |                                   |                                   |                                       |                                       | Paul I van Rusland (1754-1801)        | Paul I van Rusland (1754-1801)        | Paul I van Rusland (1754-1801)        | Paul I van Rusland (1754-1801)        | Paul I van Rusland (1754-1801)      | Paul I van Rusland (1754-1801)      |                                     |                                     |  |  |                                                       |                                                       | Anna Petrovna (1757-1759)                             | Anna Petrovna (1757-1759)                             | Anna Petrovna (1757-1759)                             | Anna Petrovna (1757-1759)                             | Anna Petrovna (1757-1759)                       | Anna Petrovna (1757-1759)                       |                                                 |                                                 |                                           |                                           |                                |                                |                                                              |                                                              |                                                              |                                                              |                                                              |                                                              |                                                              |                                                              |                                                   |                                                   |                                                   |                                                   |  |  |  |  |  |  |  |  |  |  |  |  |  |  |  |  |  |  |  |  |  |  |  |  |  |  |  |  |  |  |  |  |  |  |  |  |  |  |  |  |  |  |  |  |  |  |  |  |

Ivan IV de Verschrikkelijke · Fjodor I · Boris Godoenov · Fjodor II · Valse Dimitri I · Vasili IV · Wladislaus I · Michaël I · Alexis · Fjodor III · Ivan V · Peter I de Grote · Catharina I · Peter II · Anna I · Ivan VI · Elisabeth · Peter III · Catharina II de Grote · Paul I · Alexander I · Nicolaas I · Alexander II · Alexander III · Nicolaas II